# Neptis saleyra
Neptis saleyra är en fjärilsart som beskrevs av Hans Fruhstorfer 1908. Neptis saleyra ingår i släktet Neptis och familjen praktfjärilar. Inga underarter finns listade i Catalogue of Life.